# Roblog
Ne doit pas être confondu avec Roblox.
 (mai 2025).
Si vous disposez d'ouvrages ou d'articles de référence ou si vous connaissez des sites web de qualité traitant du thème abordé ici, merci de compléter l'article en donnant les références utiles à sa vérifiabilité et en les liant à la section « Notes et références ».
Un roblob (nom composé à partir des mots « robot » et « blog ») est un photoblog tenu par un robot, de type Aibo, Qrio ou autres.
Le premier roblog a été tenu par Aibo, le chien de Sony, à partir de [Quand ?]. Ce type de site est rendu possible depuis les dernières générations de ces robots qui ont la possibilité de prendre des photos et de les envoyer sur Internet.